# Nap (folyóirat)
A Nap Több folyóirat is élt ezen a címen Erdélyben a 20. században a két világháború közt.
- 1. Katolikus folyóirat. Az aradi Vasárnap szociális mellékleteként indult. 1922 májusától Temesvárott szerkesztette Réty Imre, 1923-tól 1931-ig Ikrich Auguszta; felelős szerkesztő Báthy Aglája (1931-35), Csatáry Adél (1935-36), Szim Lídia (1938-40), Kós Adrienne (1941-44). A lap 1928-ban rövid időre Nagyváradra, majd Kolozsvárra költözött. Kiadója a Szociális Miszsziótársulat, 1928-tól a Katolikus Nőszövetség. Általában havonta jelent meg, 1926-tól két évig Szociális Útmutató c. melléklettel. Képes családi kalendáriumot is kiadott. A szakosztályi hírek, nőszövetségi ügyek mellett a szerkesztők külön rovatot szenteltek a családvédelemnek és a szociális gondoskodásnak. Hasábjain Sík Sándor, Erdős Renée, Reményik Sándor, Mécs László, Pakocs Károly verseit találjuk, tárcák, könyv- és kiállításismertetések, filmbírálatok követik egymást. Gyakoribb szerzői nevek: Baráth Béla, Hirschler József, Paál Árpád, Sulyok István, Dávid László, Erőss Alfréd, Reischel Artúr, Rejőd Tiborc. Utolsó száma 1944 júniusában jelent meg.
- 2. Aradon több alkalommal elindított, rövid életű hírlap. 1926 áprilisában Szathmári Jenő szerkesztette. Erdős György lapjaként 1929 nyarán másfél hónapig jelent meg. Beck Richard és Mándi Márton István hasonló című lapja 1931 őszétől 1932 márciusáig élt.
- 3. Kolozsvári napilap. Keleti Sándor szerkesztésében 1931 augusztusában indult, 16 száma jelent meg.
- 4. Temesvári politikai napilap, szerkesztette Asztalos Sándor. Mindössze 1930 októberétől 1931 januárjáig létezett.